# اختبار الكفاءة في اللغة اليابانية

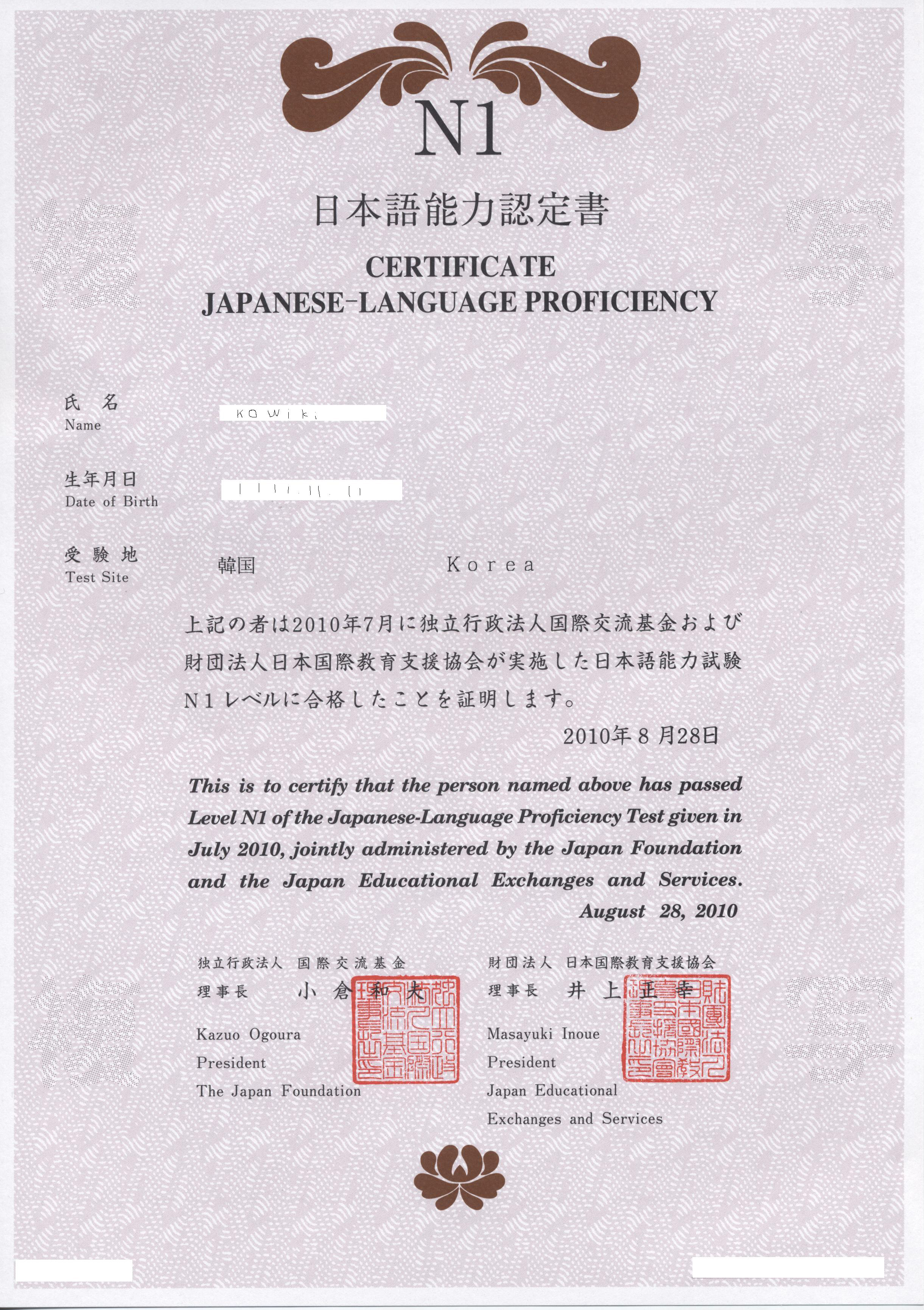

اختبار الكفاءة في اللغة اليابانية أو مايعرف بـ JLPT هو اختبار موحد لتقييم واعتماد الكفاءة في اللغة اليابانية لغير الناطقين بها.
توسع الاختبار إلى خمسة مستويات في 2010، اجتياز المستوى N5 يعكس قدرة لغوية بسيطة، واجتياز المستوى N1 يعكس قدرة لغوية متقدمة. الاختبار يقام مرتان في العام في اليابان وبلدان معينة (في أول أحد من شهري ديسمبر ويوليو)، ومرة في العام في مناطق أخرى (في أول أحد من شهر ديسمبر).
منذ 1984 وحتى 2009 كان الاختبار ذو أربعة مستويات. وفي 2010 تم اعتماد مستوى جديد بين كل من المستويين N2 وN3 ليسد الفجوة الكبيرة بين متطلبات كل منهما.

## تاريخ واحصائيات
بدأ اختبار الـ (JLPT) في عام 1984 تلبية للطلب المتنامي لشهادة لغة يابانية معتمدة. في ذلك العام تقدم 7,000 شخص للاختبار. حتى عام 2003 كان هذا الاختبار أحد المتطلبات الرئيسية للقبول في الجامعات اليابانية للأجانب. منذ عام 2003 بدأ اختبار القبول في الجامعات اليابانية للطلاب الدوليين (EJU) بالاستخدام في أكثر الجامعات اليابانية لهذا الغرض. على عكس امتحان الـ (jlpt) المكون من أسئلة متعددة الاختيارات، فإن اختبار الـ (EJU) يحوي قسم يتطلب من الممتحن الكتابة باللغة اليابانية.

## لشكل الحالي
| المستوى | الكانجي      | المفردات       | الاستماع  | مدة الدراسة     |
| ------- | ------------ | -------------- | --------- | --------------- |
| 5       | ~100 (103)   | ~800 (728)     | مبتدأ     | 150 ساعة تقريبا |
| 4       | ~300 (284)   | ~1,500 (1409)  | أساسي     | 300 ساعة تقريبا |
| 3       | ~650         | ~3750          | قبل متوسط | 450 ساعة تقريبا |
| 2       | ~1000 (1023) | ~6,000 (5035)  | متوسط     | 600 ساعة تقريبا |
| 1       | ~2000 (1926) | ~10,000 (8009) | متقدم     | 900 ساعة تقريبا |

### علامة النجاح
اجتياز الاختبار يتطلب الوصول لكل من علامة النجاح الكلية وعلامة النجاح في كل قسم من الاختبار. وهذا يضمن أن تكون جميع المهارات متوازنة. بذلك لايمكن النجاح بالإجابة عن أحد الأقسام وإهمال الآخر، كأن تتم الإجابة على قسم الكتابة وإهمال الاستماع.
| المستوى        | علامة النجاح الكلية | المعرفة اللغوية ( كلمات / قواعد) | القراءة   | الاستماع |
| -------------- | ------------------- | -------------------------------- | --------- | -------- |
| N1             | 100علامة            | 19 علامة                         | 19 علامة  | 19 علامة |
| N2             | 90 علامة            | 19 علامة                         | 19 علامة  | 19 علامة |
| N3             | 95 علامة            | 19 علامة                         | 19 علامة  | 19 علامة |
| العلامة القصوى | 180 علامة           | 60 علامة                         | 60 علامة  | 60 علامة |
| N4             | 90 علامة            | 38 علامة                         | 38 علامة  | 19 علامة |
| N5             | 80 علامة            | 38 علامة                         | 38 علامة  | 19 علامة |
| العلامة القصوى | 180 علامة           | 120 علامة                        | 120 علامة | 60 علامة |

### أقسام الاختبار والمدة الزمنية
| المستوى | قسم الاختبار (المدة الزمنية)                       | قسم الاختبار (المدة الزمنية)                       | قسم الاختبار (المدة الزمنية) | المدة الكلية |
| ------- | -------------------------------------------------- | -------------------------------------------------- | ---------------------------- | ------------ |
| N1      | المعرفة اللغوية (كلمات/قواعد)・القراءة (110 دقيقة) | المعرفة اللغوية (كلمات/قواعد)・القراءة (110 دقيقة) | الاستماع (60 دقيقة)          | 170 دقيقة    |
| N2      | المعرفة اللغوية (كلمات/قواعد)・القراءة (105 دقيقة) | المعرفة اللغوية (كلمات/قواعد)・القراءة (105 دقيقة) | الاستماع (50 دقيقة)          | 155 دقيقة    |
| N3      | المعرفة اللغوية (كلمات) (30 دقيقة)                 | المعرفة اللغوية (قواعد)・القراءة (70 دقيقة)        | الاستماع (40 دقيقة)          | 140 دقيقة    |
| N4      | المعرفة اللغوية (كلمات) (30 دقيقة)                 | المعرفة اللغوية (قواعد)・القراءة (60 دقيقة)        | الاستماع (35 دقيقة)          | 125 دقيقة    |
| N5      | المعرفة اللغوية (كلمات) (25 دقيقة)                 | المعرفة اللغوية (قواعد)・القراءة (50 دقيقة)        | الاستماع (30 دقيقة)          | 105 دقيقة    |

## وصلات خارجية
- جريدة الاتحاد الإمارات عن اللغة اليابانية بتاريخ 17/9/2014